# 元貞張皇后
元貞皇后（げんていこうごう）は、唐末の人物で、後梁の太祖朱晃（朱全忠）の妻（即位前没）。姓は張。末帝朱友貞の母であり、その即位後に皇后に追尊された。賢婦人として知られている。

## 生涯
宋州碭山県渠亭里の人。父は富豪の張蕤。初め、龍元寺へのお礼参りの際、当時小作農であった朱温（後の朱全忠）は張氏と偶然に出会い、一目ぼれした。黄巣の乱の際に張氏は捕虜となるが、ここで黄巣軍にいた朱温と再会し、2人は結婚した。朱温はその後、唐の官軍に寝返って黄巣軍を討ち払い、その功で高位を獲得、全忠と改名し、張氏も魏国夫人に封ぜられた。
張氏は賢明で、やり手の女性であった。朱全忠は淫乱で殺生を好むきらいがあり、彼が敵の朱瑾を取り逃がした際に、仮子の朱友恭が故意に逃がしたと非難した。激怒した朱全忠は朱友恭の兵権を剥奪する使者を派遣したが、その使者が誤って長男の朱友裕のもとに書簡を送られた。これを見た朱友裕は不安になったが、張氏が庶子の誤解を解くために助命した。そのために朱友裕は不安を払拭した。さらに彼女は朱全忠の怒りを買った多くの者を弁護して助けた。唐の天祐元年（904年）、病死した。同年に朱友裕も逝去したので、張氏の死後、朱全忠は淫乱に拍車がかかった。
朱全忠が朱晃と再度名を改め、後梁を建てて皇帝に即位すると、張氏に賢妃を追贈した。実子の朱友貞が即位すると、皇后に追尊され、「元貞」の諡を贈られた。

## 男子
- 末帝 朱友貞
- 康王 朱友敬

## 伝記資料
- 『新五代史』
- 『旧五代史』